# Mangan(III) oxide
Mangan(III) Oxide là một hợp chất vô cơ có công thức hóa học Mn2O3.

## Điều chế và tính chất
Làm nóng MnO2 trong không khí ở dưới 800 ℃ tạo ra α-Mn2O3 (nhiệt độ cao hơn tạo ra Mn3O4). γ-Mn2O3 có thể được tạo ra bằng quá trình oxy hóa, sau đó là sự khử nước của mangan(II) hydroxide. Nhiều phương pháp tạo tinh thể nano Mn2O3 đã được báo cáo, ví dụ tổng hợp liên quan đến quá trình oxy hóa muối MnII hoặc khử MnO2.
Mangan(III) Oxide được tạo thành do phản ứng oxy hóa khử trong môi trường kiềm:
2MnO2 + Zn → Mn2O3 + ZnO
Mangan(III) Oxide không nên nhầm lẫn với MnOOH (mangan(III) oxyhydroxide). Không như Mn2O3, MnOOH là một hợp chất bị phân hủy ở khoảng 300 ℃ để tạo thành MnO2.

## Cấu trúc
Mn2O3, không giống như nhiều Oxide kim loại chuyển tiếp khác ở chỗ nó không có cấu trúc corundum (Al2O3). Hai dạng α-Mn2O3 và γ-Mn2O3 đã được công bố, mặc dù dạng áp suất cao với cấu trúc CaIrO3 cũng đã được báo cáo.
α-Mn2O3 có cấu trúc bixbyit lập phương, là một ví dụ của sesquiOxide đất hiếm loại C (ký hiệu Pearson cI80, nhóm không gian Ia 3, #206). Cấu trúc bixbyit được phát hiện là ổn định khi có mặt một lượng nhỏ Fe3+, Mn2O3 tinh khiết có cấu trúc trực thoi (ký hiệu Pearson oP24, nhóm không gian Pbca, #61). α-Mn2O3 trải qua quá trình chuyển đổi phản sắt từ ở 80 K.
γ-Mn2O3 có cấu trúc liên quan đến cấu trúc spinel của Mn3O4 trong đó các ion Oxide có dạng khối gần nhau. Điều này tương tự với mối quan hệ giữa γ-Fe2O3 và Fe3O4. γ-Mn2O3 có tính sắt từ với nhiệt độ Néel là 39 K.